# Астратов, Андриан Трофимович
Андриан Трофимович Астратов (18 августа 1904 — 16 августа 1995) — каменщик управления начальника работ № 787 строительного треста № 97 Томского совнархоза. Герой Социалистического Труда.

## Биография
Родился 18 августа 1904 года в деревне Станкевичи Двинского уезда Витебской губернии Российской империи (ныне Андрупенская волость Краславского края Латвии). Из семьи рабочего-каменщика. Русский.
В 1908 году семья приехала в город Томск Томской губернии (ныне – Томской области). Образование неполное среднее. С 12 лет работал подмастерьем в артели каменщиков с отцом, освоил специальности каменщика и печника. Самостоятельно в первые годы работал в артели по найму.
С 1935 года – каменщик строительных трестов в Томске. Ещё до Великой Отечественной войны стал широко известным в городе ударником труда. Строил многие десятки жилых домов, кондитерскую фабрику «Красная звезда», Томский пивзавод. В военные годы выполнял срочные и уникальные работы на сооружении заводских тигельных печей, сооружений для литейного производства и котельных на эвакуированных в Томск заводах.
В послевоенное время трудился на массовом жилищном строительстве. С 1955 года – каменщик строительного треста № 97 Томска. Один из инициаторов поточного метода возведения жилых домов. Отличный наставник, подготовил непосредственно на рабочем месте десятки молодых рабочих.
Указом Президиума Верховного Совета СССР от 9 августа 1958 года за выдающиеся успехи, достигнутые в строительстве и промышленности строительных материалов, Астратову Андриану Трофимовичу присвоено звание Героя Социалистического Труда с вручением ордена Ленина и золотой медали «Серп и Молот».
В последние годы трудился в тресте «Томскжилстрой». С 1965 года – на пенсии.
Жил в Томске. Скончался 16 августа 1995 года. Похоронен на кладбище Бактин.

## Награды
- Золотая медаль «Серп и Молот» (09.08.1958);
- Орден Ленина (09.08.1958)
- Медаль «За трудовую доблесть»
- Медаль «В ознаменование 100-летия со дня рождения Владимира Ильича Ленина» (6 апреля 1970)
- и другими

## Память
- На кладбище Бактин в Томске  установлен надгробный памятник